# Bienen (Rees)

Lage von Bienen in Rees

Frühere Lage (bis 1969) von Bienen im Amt Vrasselt

Wappen von Bienen

Bienen ist ein Stadtteil der Stadt Rees (NRW) am unteren rechten Niederrhein. Der Stadtteil hatte im Dezember 2020 911 Einwohner.

## Gemeindegebiet
Die Gemeinde Bienen in der Rheinaue hinter dem Banndeich ist landwirtschaftlich geprägt. Vom Bienener Banndeich aus haben die Besucher einen großartigen Blick auf den im 16. Jahrhundert entstandenen Bienener Altrhein. Dort liegen im Naturschutzgebiet die Bauernsiedlungen und ehemaligen Gemeinden Grietherbusch und Grietherort, die beide ebenfalls zum Ortsteil gehören.

## Geschichte

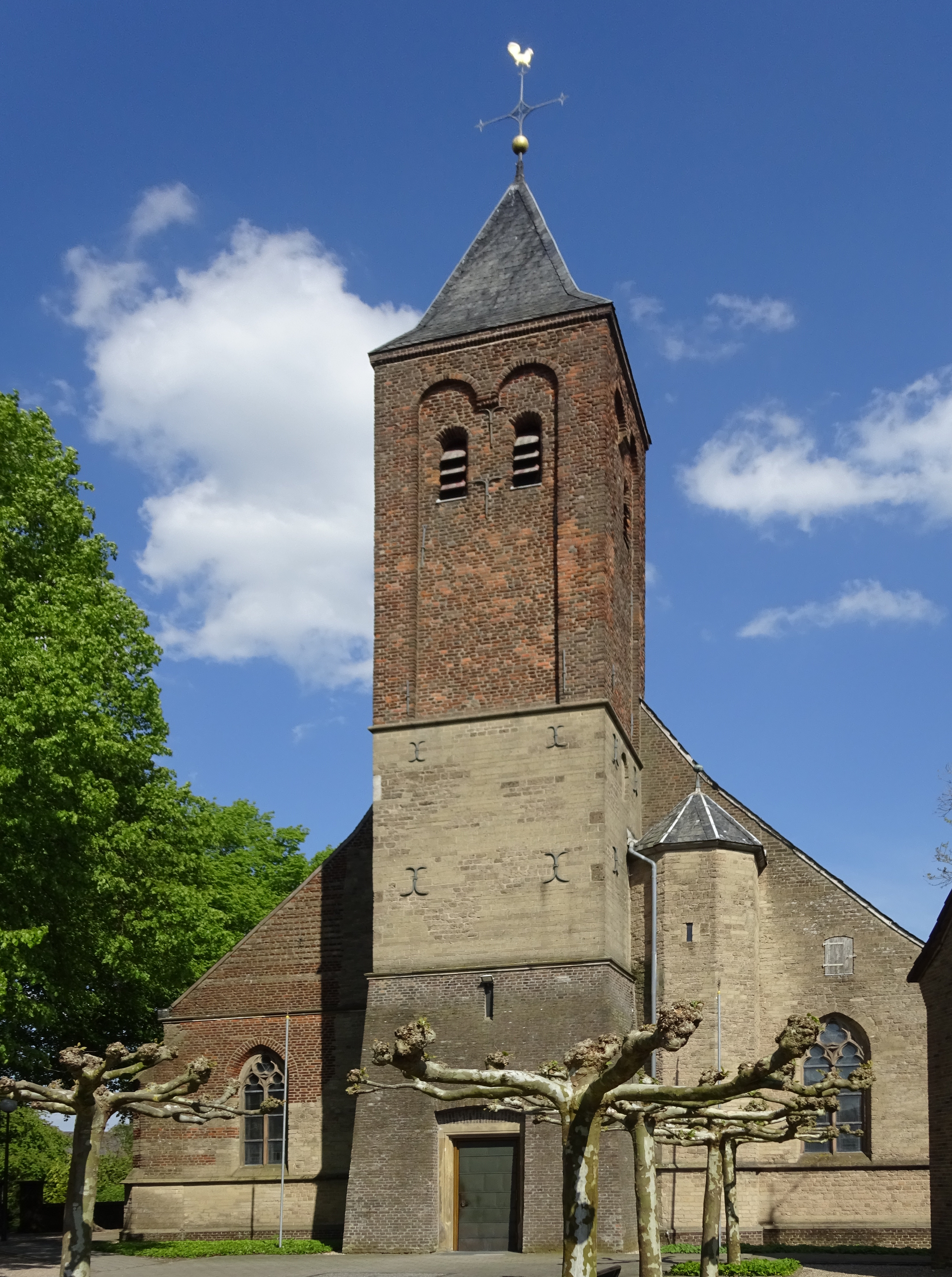
Kath. Pfarrkirche St. Cosmas und Damian

### Anfänge
- 657–735: Der Niederrhein wird durch den angelsächsischen Mönch Willibrord christianisiert.[2] Ein kirchlicher Stift entsteht in Xanten. Um 700 gründet Willibrord  die Missionsstation Emmerich im Bistum Utrecht und weiht die erste Martinskirche. Eine kleine Holzkirche wird in Rees gebaut, deren Patron Hl. Dentlinus (Angehöriger des merowingischen Königshauses) ist[3]
- 750–800: Zur Sicherung der Reeser Umgebung gegen feindliche Überfälle lässt König Karl der Grosse die Burgen Bellinghoven, Sonsfeld, Aspel, Empel, Hueth und Ossenberg (?) errichten.
- Gegen Ende des 8. Jahrhunderts ist vermutlich von den Karolingern die Kirche in Bienen gegründet worden (fränkische Siedlung).
- Der Nordeingang der Kirche von Bienen trägt eine lateinische Inschrift.[4] In der heißt es, dass die Kirche St. Lambertus im Jahr 903 am Fest des heiligen Lambertus geweiht wird.

Inschrift: „Von altersher war benhorst die Grabstätte der Gebeine Erschlagener; denn damals war es eine Höhle ruchloser Räuber. So wurde aus Gebeinen der Name Beynen (Bienen). Im Jahr 903 am Feste des hl. Lambertus, wurde die Kirche zu Bienen geweiht; dieses zum Gedächtnis.“
- Im Jahr 1122 wird Bienen erstmals urkundlich erwähnt, hat zu der Zeit aber bereits eine bewegte Geschichte hinter sich.
- 1122 ist Bienen Sitz einer Gutswirtschaft des Stiftes Xanten mit einem ausgedehnten Hofgericht. Der Erzbischof von Köln muss, auch um seinen eigenen Besitz zu wahren, den Ort vor der Habsucht der Vögte des Grafen von Kleve in Schutz nehmen und die Rechte der Gläubigen und der Vögte neu festsetzen.

### 14. Jahrhundert

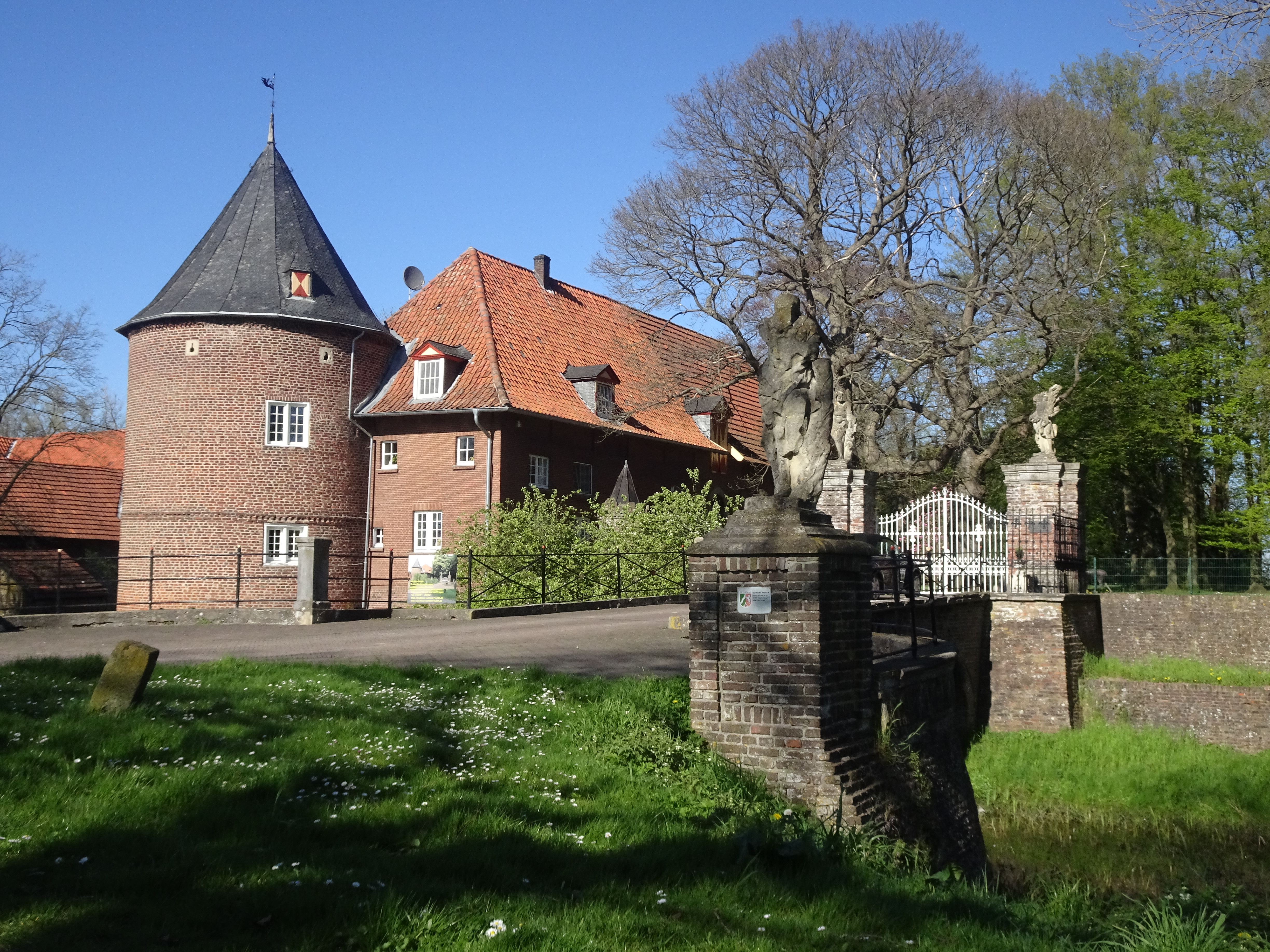
Schloss Hueth, 2022

Schloss Hueth ist ein Wasserschloss etwa 1,5 Kilometer nördlich des Dorfs Bienen. Schon kurz nach der Errichtung im Jahr 1364 durch die Ritter von Hekeren (auch Heckeren) wird die mittelalterliche Anlage ein Lehen Kurkölns (Offenhaus). Ende des 14. oder zu Beginn des 15. Jahrhunderts kommt die damalige Burg an die Familie von Wylich, in deren Besitz sie für mehr als drei Jahrhunderte verbleibt. Im 17. Jahrhundert zu einem Schloss umgestaltet, wird Hueth wegen finanzieller Probleme in der ersten Hälfte des 18. Jahrhunderts an Friedrich Wilhelm von Borcke verkauft. Seine Familie gestaltete das Herrenhaus der Anlage im Stil des Rokokos um. Durch Heirat und Erbschaft kam Schloss Hueth im 19. Jahrhundert an die Familie von Wittenhorst-Sonsfeld, die heute noch Eigentümerin ist. Da sie die seit dem Zweiten Weltkrieg mehrheitlich zerstörten Gebäude privat nutzt, ist die Anlage für die Öffentlichkeit nicht zugänglich.

### Älteste Beurkundung

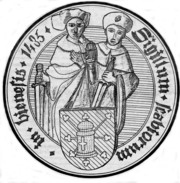
Richtersiegel von 1435

Das älteste bekannte Siegel von Bienen ist ein Richtersiegel von 1435. Dieses zeigt die heutigen Schutzpatrone Cosmas und Damian mit Schwertern und in der Mitte ein Salbentöpfchen (Bienenkorb) in Wappenform.

### 16. Jahrhundert
Im 16. Jahrhundert wurde Bienen durch niederländische und im Anschluss spanische Truppen geplündert und vieles stark zerstört. In einer Rheinkarte (16. Jahrhundert) wird Bienen mit schematischer Darstellung der Kirche inmitten mehrerer Häuser sowie dem Banndeich gezeigt.

### 19. Jahrhundert
Das Urkataster von 1820 zeigt die Kirche als Ortsmitte, wobei an den Kirchplatz unmittelbar mehrere Gebäude angrenzen. Zwischen 1820 und 1869 entstand die neue Trassierung der späteren Reichsstraße 8 (heutige B 8) nach Emmerich. Vor 1820 verlief die Verbindung nach Praest und Emmerich über den Banndeich.

### Amt Vrasselt
Bienen gehörte seit dem 19. Jahrhundert gemeinsam mit den Gemeinden Vrasselt, Praest, Dornick und Grietherbusch bis 1969 zum Amt Vrasselt und wurde am 1. Juli 1969 im Zuge des ersten kommunalen Neugliederungsprogramms in die Stadt Rees eingegliedert.
Wahlergebnis der Gemeindewahlen am 9. November 1952: Wahlberechtigte 568 mit je 6 Stimmen. Abgegebene gültige Stimmen: 2123, davon 924 Stimmen für CDU (4 Sitze), 1199 Stimmen für Zentrum (5 Sitze). Bürgermeister Gemeinde Bienen: Landwirt Paul Köster. Stellvertreter: Landwirt Theodor Lueb. Ratsmitglieder: Zentrum: Robert Flür (Transportunternehmer), Hugo Franken (Landwirt), Hermann Lütke-Glanemann (Landwirt), Wilhelm Schmitz (Landwirt); CDU: Heinrich Köster (Landwirt), Heinrich Jansen (Schreinermeister), Heinrich Terhardt (Maurer).

### 20. / 21. Jahrhundert

#### Kleinbahn Wesel-Rees-Emmerich
Die Kleinbahn Wesel–Rees–Emmerich ist eine historische Eisenbahn im damaligen Kreis Rees, die die Kreisstadt Wesel mit den Städten Rees und Emmerich verband. Sie verkehrte vom 6. November 1914 bis zum 31. Dezember 1966 auf überwiegend eigenem Bahnkörper. Die Strecke verlief in Wesel zunächst 2 km neben der heutigen B 8 auf einem separaten Bahnkörper, um dann entlang der Dämme des Rheins von Ort zu Ort zu führen, um schließlich vor Emmerich wieder auf die B 8 zu stoßen. In Bienen selber sind noch einige Strommasten der Kleinbahn zu sehen. Im Zweiten Weltkrieg wurden große Teile der Strecke durch Bombenangriffe stark beschädigt, und der Betrieb auf dem Teilstück Rees-Emmerich wurde dauerhaft stillgelegt.

#### Haus Weegh

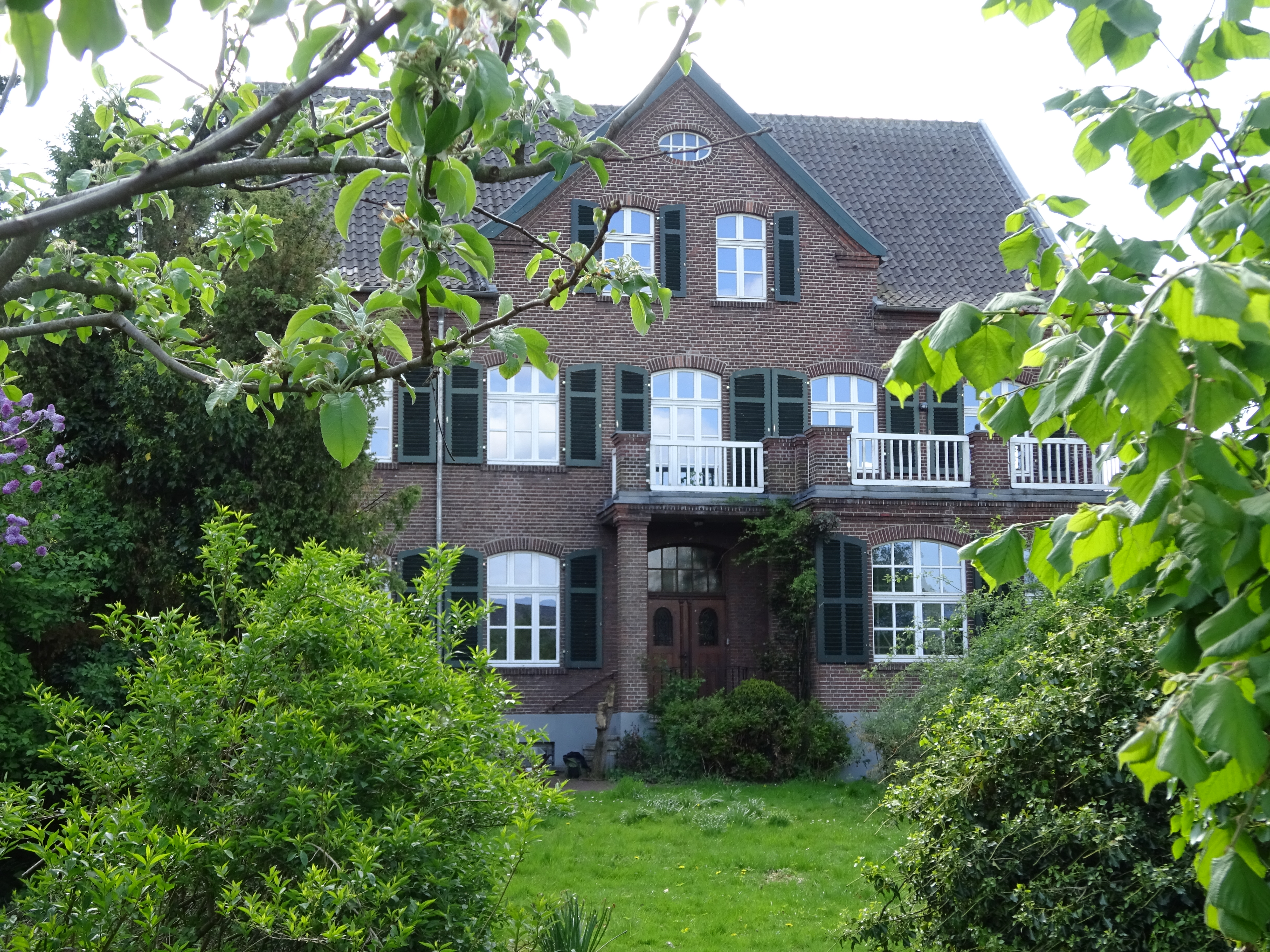
Haus Weegh

Das „Haus Weegh“ wird 1923/24 von einem Landwirt namens Elsing erbaut, der Milchkühe sowie eine Hengststation besitzt. Der Landwirt ist Verwalter einer Kuhherde von 100 Milchkühen, die der Stadt Köln gehört und von dem Oberbürgermeister von Köln und späteren Bundeskanzler Adenauer zur Versorgung der Kölner Schulkinder mit Milch angeschafft worden ist. 1932 wurde das Haus von Gerhard Weegh gekauft und von einer Wurstfabrik genutzt. Nach 1945 beschäftigte die Weberei Wieland in Haus Weegh 30 Frauen und Männer an 10 Webstühlen. Auf die Weberei folgt eine Spitzenhandelsgesellschaft. In den 60er Jahren hat die Druckerei Lüdecke ihren Standort im Haus Weegh. Neben den unterschiedlichen Nutzungen fanden Teile des Hauses als Wohnraum Verwendung. Platz war für 5–7 Wohnungen. Seit Herbst 1994 ist das Naturschutzzentrums im Kreis Kleve im Haus Weegh ansässig.

#### Die Jahre 1939 bis 1945
- Das Zwangsarbeiterlager Rees lag östlich des Rheins in der an die Stadt Rees grenzenden damaligen Gemeinde Groin. Das Lager war kein Straflager, sondern ein Arbeitslager. Die Gefangenen mussten dort Schanzarbeiten (Bau von Verteidigungsstellungen) verrichten. Der Standort des Lagers war eine Ziegelei am Melatenweg in Groin.[7] Das Gebiet wurde als Arbeitslager von November 1944 bis zum 23. März 1945 gebraucht. Eine Anzahl Gefangener wurde außerhalb des Groiner Lagers in verschiedenen Hallen in den Dörfern Bienen[8] und Millingen[9] untergebracht,[10] die nördlich der Stadt Rees liegen. Zwei Tage nach der Rheinüberquerung der Alliierten und der Befreiung Bienens von den Nationalsozialisten wurden zahlreiche Zwangsarbeiter aus dem Arbeitslage befreit.
- Der Zweite Weltkrieg hat aufgrund des deutschen Widerstandes in Bienen bei der Rheinüberquerung der Alliierten seinen traurigen Höhepunkt mit dem heftigen Beschuss am 23. März 1945, bei dem das Dorf zu 93 % zerstört wurde. Das Haus Weegh blieb als einziges Haus unzerstört, weshalb in den zwei Wochen nach dem Beschuss 90 Einwohner und ihr Vieh hier Zuflucht suchten. Auch die Alliierten nutzten das Haus Weegh als Standort für ihre Offiziere.

#### Die Jahre 1945 bis 2000
- Bei den Landtagswahlen am 27. Juni 1954 waren in Bienen 585 Personen wahlberechtigt. Die Zahl der Wähler lag bei 511. Von den sechs zu wählenden Kandidaten wählten 212 Personen Willi Pieper, CDU, 105 Personen Kurt Kräker, SPD, 17 Personen Egon Ramms, FDP, 145 Personen Heinrich Boers, Zentrum, 4 Personen Gerhard Tekolf, KPD (Kommunistische Partei) und 13 Personen Ernst Hoeft, BHE (Bund der Heimatvertriebenen und Entrechteten).

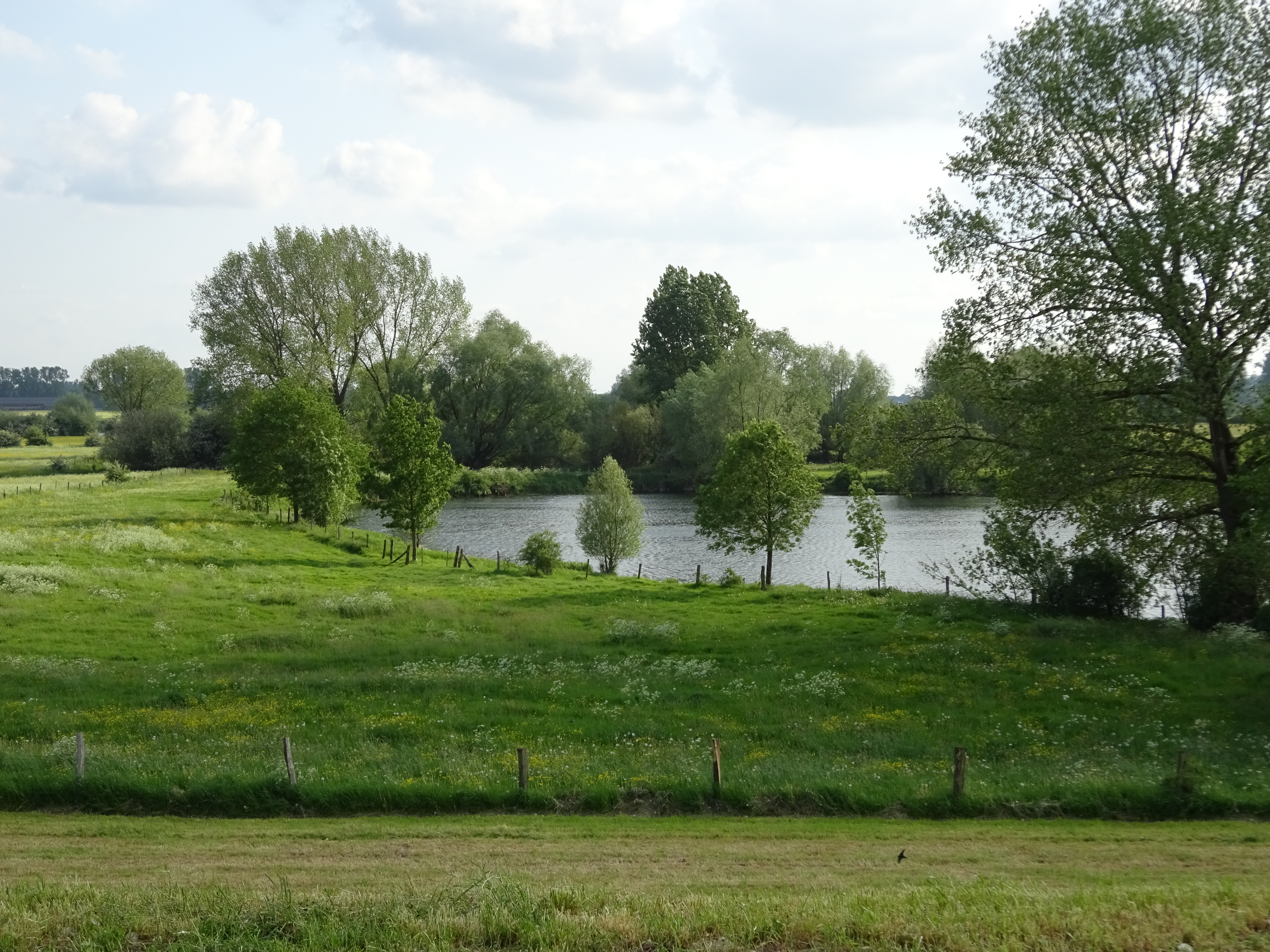
Naturschutzgebiet Bienener Altrhein, Millinger Meer und Hurler Meer (Mai 2018)

- Das Naturschutzgebiet Bienener Altrhein, Millinger Meer und Hurler Meer liegt auf dem Gebiet der Städte Emmerich am Rhein und Rees. Es erstreckt sich westlich und östlich von Bienen. Das Naturschutzgebiet besteht in seiner heutigen Form seit 1996 und hat eine Größe von knapp 640 Hektar. Es ist Teil des Vogelschutzgebietes Unterer Niederrhein. Die erste Ausweisung eines Teilgebiets (Bienener Altrhein) für den Naturschutz erfolgte bereits 1968. Es ist eines der letzten Altrheinsysteme des Niederrheins, dessen Gewässer über die Dornicker Schleuse mit dem Rhein in Verbindung stehen, sodass Hoch- und Niedrigwasser zu einer auentypischen Dynamik führen. Die nährstoffreichen Stillgewässer werden von ausgedehnten Schwimmblatt- und Röhrichtzonen geprägt, in den Uferbereichen tritt kleinflächig Weichholzauenwald auf.

#### 21. Jahrhundert (ab 2000)
- Heute lässt sich der historische Grundriss des Ortes mit seiner typischen Streuhofbebauung ablesen, da der Wiederaufbau nach dem Zweiten Weltkrieg sich großteils an den gleichen Standorten orientierte.

## Kultur und Sehenswürdigkeiten

### Der Name Bienen
Der Nordeingang der Kirche zu Bienen trägt eine lateinische Inschrift. In der heißt es, dass die Kirche im Jahre 903 am Fest des Lambertus (17. September) geweiht wurde. Einst wurden in „beenhorst“ die Gebeine Erschlagener begraben. Die Bedeutung für „beenhorst“ war eine Höhle schlimmer Räuber. Mit der Zeit wurde aus den Gebeinen der Name „Beenen“ (Bienen). Die Inschrift in der Kirche ist erst um 1500 geschaffen worden. Es ist nirgends niedergelegt, ob es die Wahrheit besagt. Eine andere Namensdeutung erfolgt aus der Lagebezeichnung „Binnen im Sumpfland“.

### Bauwerke

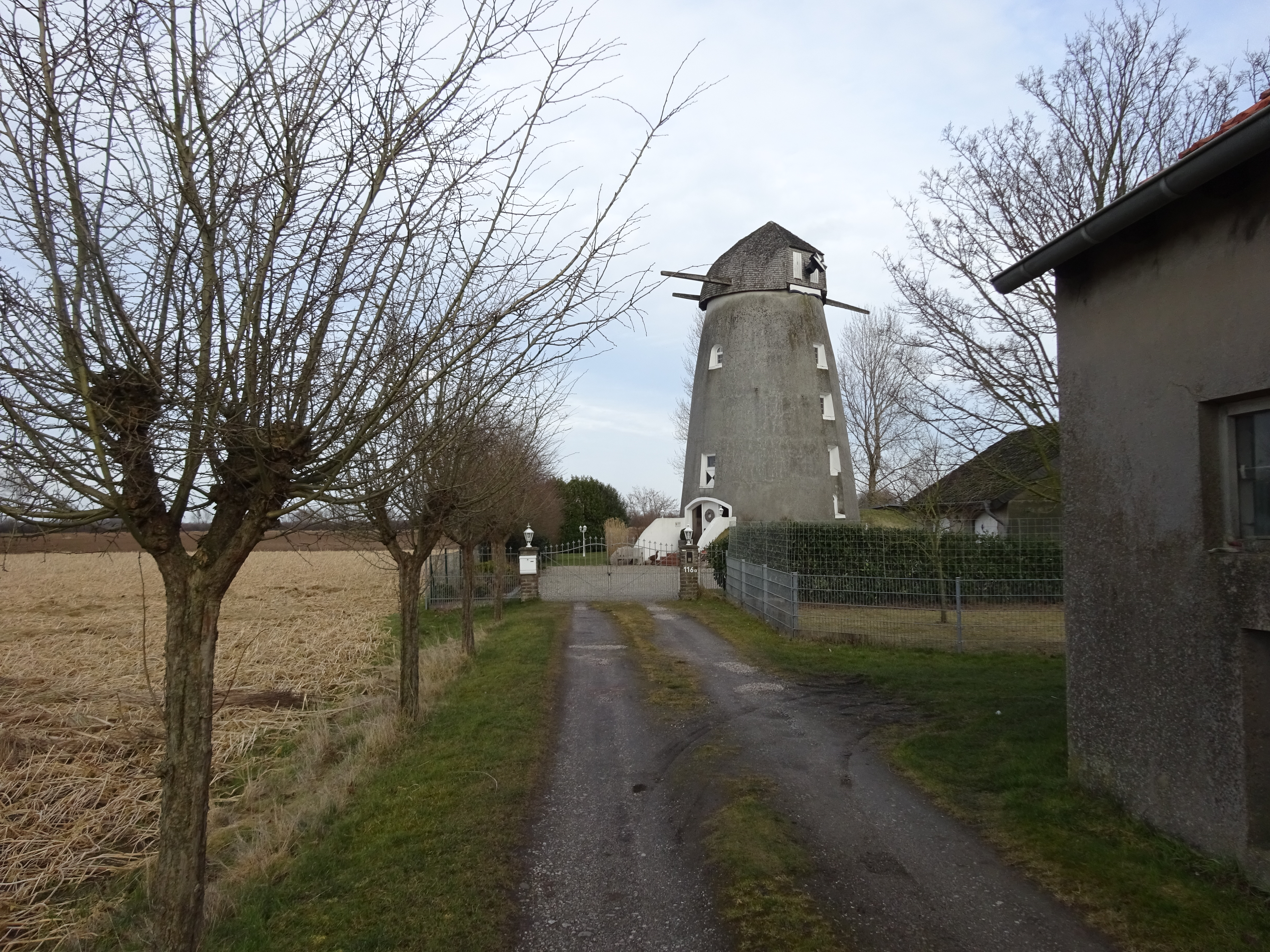
Mühle Berg

Auf dem heutigen Gemeindegebiet findet man folgende sehenswerte Bauwerke:
- Katholische Pfarrkirche St. Cosmas und Damian (Turm 13. oder 14. Jahrhundert)
- das Schloss Hueth (14. Jahrhundert)
- das Haus Weegh (1923, seit 1993 unter Denkmalschutz)
- Mühle Berg (Turmholländer, 1850) (zwischen Bienen und Emmerich-Praest)
- Mühle Rosau (Turmholländer, 19. Jahrhundert) (zwischen Bienen und Esserden)

### Hagelkreuz

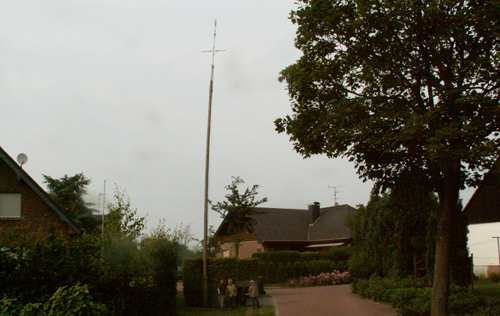
Hagelkreuz im Westerfeld

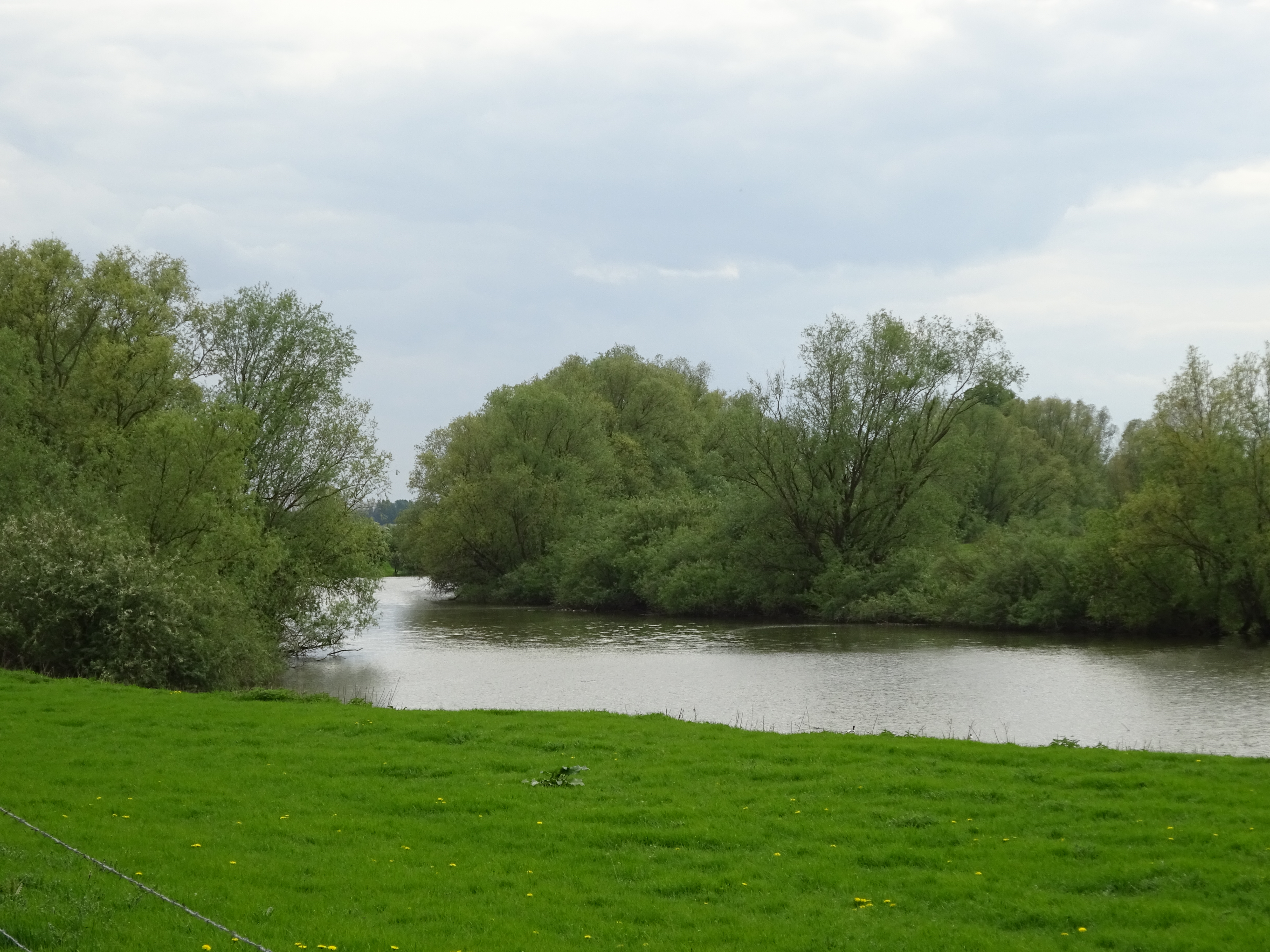
Grietherorter Altrhein

Nach mündlichen Überlieferungen wurde bereits im 17. Jahrhundert nach einer schweren Hagel- und Unwetterkatastrophe das Hagelkreuz von den Bürgern „zum Schutze vor Hagel“ aufgestellt. In diesem Zusammenhang spielt der Hagelkreuzbaum, der direkt hinter dem Hagelkreuz steht, eine wichtige Rolle. Ein Auszug aus der Sitzung des Bienener Gemeinderates vom, 18. Juni 1891 zeigt: „Punkt 5: Erneuerung des jetzt gänzlich abgestorbenen Kreuzbaumes im Westerfeld. Der Baum ist eine Marke für das längs vorbeiführende Feld und ist bisher gebräuchlich gewesen, bei dem jährlichen Prozessionsgang der Gemeinde unter demselben einen Altar zu errichten.“

### Naturschutzzentrum im Kreis Kleve
Das Naturschutzzentrum im Kreis Kleve wurde 1993 gegründet. Grund war das Konzept des Landes, in jedem Kreis eine Biologische Station einzurichten. Zentrale Überzeugung ist, Naturschutz könne nur mit den Menschen in der Region praktiziert werden. Das denkmalgeschützte Haus Weegh ist Sitz des Naturschutzzentrums. Das direkt am Naturschutzgebiet Bienener Altrhein gelegene Gebäude bietet den idealen Standort für die Naturschutzarbeit im Kreis Kleve, zum Beispiel auch NSG Grietherorter Altrhein.

### Vereine
- St. Lambertus Schützenbruderschaft Bienen 1783 e. V. (jährliches Schützenfest an Pfingsten)
- Freiwillige Feuerwehr, Löschzug Bienen; einer von fünf Löschzügen der Stadt Rees
- SV Blau-Weiß Bienen 1946 e. V.; hauptsächlich ein Fußballverein mit mehreren Erwachsenen-, Jugend- und Kindermannschaften

## Wirtschaft und Infrastruktur

### Schienenverkehr
Der nächstgelegene Haltepunkt an der zweigleisigen, elektrifizierten Hollandstrecke ist in Millingen, hier hält im Schienenpersonennahverkehr stündlich der RE19 nach Düsseldorf und Arnhem.
Der zunehmende Güterverkehr durch die Betuweroute sorgt für den Bedarf nach einem dritten Gleis, um den Verkehr von den anderen Schienen zu entlasten.

### Kleinbahn Wesel-Rees-Emmerich über Bienen
Die Kleinbahn Wesel–Rees–Emmerich ist eine historische Eisenbahn im damaligen Kreis Rees, die die Kreisstadt Wesel mit den Städten Rees und Emmerich verband. Sie verkehrte vom 6. November 1914 bis zum 31. Dezember 1966 auf überwiegend eigenem Bahnkörper. Die Strecke Rees-Emmerich wurde nach dem Zweiten Weltkrieg nicht mehr aufgebaut. Es verblieb nur die Strecke Wesel-Rees. Die Strecke verlief in Wesel zunächst 2 km neben der heutigen B 8 auf einem separaten Bahnkörper, um dann entlang der Dämme des Rheins von Ort zu Ort zu führen, um schließlich vor Emmerich wieder auf die B 8 zu stoßen. In Bienen selber sind noch einige Strommasten der Kleinbahn zu sehen. Auf dem Fahrradweg von Bienen in Richtung Praest (Ortsteil von Emmerich) entlang der B8 einige Betonsockel zu entdecken. Die Züge verkehrten montags bis samstags zwischen 6.00 Uhr und 21.00 Uhr im Stundentakt, an Sonntagen alle halbe Stunde. Für die gesamte Strecke benötigten sie rund 1 Stunde 50 Minuten. In Rees bestand seit dem 28. Februar 1915 Anschluss an die Kleinbahn Rees-Empel.

### Straßen
Die Bundesstraße 8 schließt Bienen an das Fernstraßennetz an. Die Bundesstraße 8 wurde von Emmerich bis Wesel damit auch im Bereich Bienen zur Landstraße 7 heruntergestuft.
Mit der Anschlussstelle Rees/Isselburg gibt es eine Autobahnzufahrt zur A 3.

## Persönlichkeiten
- Hans Jürgen Prömel (* 1953), Mathematiker und Präsident der TU Darmstadt.